# Lasila
Lasila är en ort i Estland. Den ligger i Rakvere kommun och landskapet Lääne-Virumaa, i den centrala delen av landet, 90 km öster om huvudstaden Tallinn. Lasila ligger 126 meter över havet och antalet invånare är 152.
Terrängen runt Lasila är platt, och sluttar norrut. Runt Lasila är det glesbefolkat, med 15 invånare per kvadratkilometer. Närmaste större samhälle är Rakvere, 13,5 km nordost om Lasila. Omgivningarna runt Lasila är en mosaik av jordbruksmark och naturlig växtlighet.